# Byrrhus numidicus
Byrrhus numidicus là một loài bọ cánh cứng trong họ Byrrhidae. Loài này được Normand miêu tả khoa học năm 1935.